# 김종배 (법조인)
김종배(金鍾培, 1936년 ~ 2011년 10월 24일)는 제19대 서울가정법원장을 역임한 법조인이다. 장남인 김도영이 1995년 서울지방법원 판사에 임용되었으며 김기춘과 사돈 관계다.

## 생애
1936년 제주도에서 태어난 김종배는 1955년 제주농업고등학교를 졸업하고 제주대학교 법학과 재학 중이던 1962년 제14회 고등고시 사법과에 합격하고 서울 형사지방법원 판사에 임용되어 대법원 재판연구관, 서울지방법원 의정부지원장, 수원지방법원, 서울형사지방법원, 서울민사지방법원, 부산고등법원, 서울고등법원 부장판사를 거쳐 1994년 법원장에 승진하여 제주지방법원. 전주지방법원, 광주지방법원, 서울가정법원에서 법원장을 역임했다. 서울가정법원에서의 법원장을 마지막으로 1999년 4월 28일에 정년 퇴임하였다. 1981년 이후 방례원 전 서울고등법원장 이후 처음으로 법관의 정년 퇴임이다. 법원에서 퇴직하여 법무법인 세화와 법무법인 휴먼에서 변호사 활동을 했다.
정년 퇴임하면서 가진 언론과의 인터뷰에서 "사회의 존경을 가장 소중히 여긴 우리 세대와 달리 후배 판사들은 경제 문제 때문에 변호사로 나서는 일이 많다"고 하면서 "의정부, 대전 법조 비리로 인하여 판사에 대한 사회적인 인식이 달라진 것에 대해 아깝다"고 했다. 그러면서도 "법조 비리는 여전히 일부의 비리라고 믿는다"고 했다.
제주지방법원에서 법원장으로 재직할 때 광주고등법원 제주부를 만들고 제주대학교 법학전문대학원 유치를 위해 노력하여 이런 공로로 2006년에 제주대 명예박사학위를 받고 2009년에 제주대 법학전문대학원 석좌교수로 임용되었다.

## 주요 판결
- 서울형사지방법원 항소6부 재판장으로 재직하던 1985년 6월 26일에 양곡관리법 위반으로 유죄판결받고 항소한 피고인에 대해 "양곡소매업이란 타인으로부터 양곡을 사서 이를 일반 소비자들에게 판매하는 행위를 가리킨다"며 "비록 피고인이 당국의 허가를 받지 않고 쌀을 판매했으나 이 쌀은 자신이 직접 생산한 것이기 때문에 양곡소매법상의 판매행위로 볼 수 없다"며 무죄를 선고했다.[4] 1986년 6월 13일에 무크지 민중교육 사건과 관련하여  국가보안법 위반으로 구속되어 1심에서 징역1년6월~1년 자격정지1년부터 선고받은 피고인에 대한 항소심 선고공판에서 "한국이 정치경제적으로 미국과 일본에 예속되어 있으며 신식민지적 상황에 처해있다는 주장은 북한공산주장의 주장에 동조하는 것으로 보아야 한다"며 김진경 전 양정고 교사에게 징역1년 자격정지1년, 송기원 실천문학사 주간에게 징역10월 자격정지1년을 각각 선고하면서 윤재철 전 성동고 교사에게 징역1년 자격정지1년 집행유예2년을 선고했다.[5]
- 서울고등법원 형사1부 재판장으로 재직하던 1991년 8월 23일에 을지로 재개발 사업과 관련하여 특가법위반(뇌물수수)으로 구속되었다가 녹내장 등 치료로 구속집행정지 결정이 내려져 불구속상태에서 재판받다 1심에서 징역5년을 선고받은 전 건설부장관인 김종호에게 징역3년 집행유예5년 추징금 4300만원을 선고했다.[6] 10월 21일에 무허가식품을 판매하다가 연간 일정액 이상의 부정식품을 판매한 경우에는 가중처벌하도록 한 보건범죄단속에 관한 특별조치법 위반으로 구속되어 1심에서 징역1년6월 벌금1억원을 선고받은 피고인에게 법에 의하여 연간의 의미는 임의적 시점으로부터 1년간이 아닌 해당 연도의 1월 1일부터 1년간으로 봐야 한다"고 하면서 "피고인은 1990년 3700만원, 1991년 2700만원 상당의 무허가 식품을 판매했기 때문에 법 적용대상인 5천만원이상에 해당하지 않는다"며 원심을 깨고 무죄를 선고했다.[7] 10월 22일에 심야에 동료 7명과 함께 20대 여성 2명을 성폭행하고 금품을 갈취하여 구속되어 1심에서 징역3년 집행유예5년을 선고받은 20세 피고인에게 강도 강간죄를 적용하여 징역2년6월을 선고하면서 법정구속했다.[8] 1991년 10월 25일에 1989년 동국대학교 입시 부정사건으로 구속된 동국대학교 전 이사장 황한수에게 업무방해를 무죄라고 하면서 횡령죄만 적용하여 징역1년 집행유예2년, 전 총장 이지관에게는징역2년 집행유예3년을 선고했다.[9] 11월 12일에 5공화국 비리와 관계하여 직권남용으로 기소된 전 청와대 민정수석비서관 이학봉에 대한 선고공판에서 "연합철강이 동국제강에 인수되는 과정에서 재무부 이재국장 등을 통해 압력을 행사했다는 부분은 유죄로 삼을 증거가 부족하다"고 하면서 "가락동 농수산물 도매시장의 주유소와 서비스동을 전두환 대통령의 매제인 조석윤에게 수의계약으로 임대해주도록 서울시에 압력을 행사하고 한국냉장이 전두환 친형인 전기환의 실소유주로 돼 있던 노량진수산시장에 대해 임대료를 인하해준데 대한 감사원 감사를 중단하도록 압력을 넣은 부분 등은 유죄로 인정된다"며 징역2년 자격정지2년 집행유예4년을 선고한 원심을 깨고 징역1년6월 자격정지1년6월 집행유예3년을 선고했다.[10] 11월 19일에 강원도 동해시 재선거에서 불법 벽보를 붙이고 팻말 등을 들고 거리행진을 하는 등 불법선거운동을 하여 1심에서 150만원을 선고받은 민자당 홍희표 의원에게 원심을 깨고 "유죄는 인정되지만 선거법 위반 정도가 가볍다"며 선고유예 판결했다.[11] 1992년 1월 10일에 1989년 동해시 국회의원 선거에서 공화당 후보를 매수하여 사퇴시킨 서석재 의원에게 항소를 기각하면서 징역1년 집행유예2년을 선고했다.[12] 1992년 2월 28일에 1991년 서울대학교 입시 부정으로 구속되어 1심에서 징역1년 집행유예2년을 선고받은 연세대학교 음대 교수 현민자에게 선고유예 판결했다.[13]
- 서울고등법원 특별2부 재판장으로 재직하던 1993년 12월 30일에 대한민국 제14대 국회의원 선거에서 군부재자 투표 부정 사실을 폭로하여 파면된 육군9사단 소속 전 중위 이지문(25세) 사단장을 상대로 제기한 파면처분 취소청구소송에서 "위수 지역을 벗어나 군무를 이탈하고 군 관련사항을 외부에 공표하여 군의 명예를 실추하게 한 것은 징계사유가 된다"고 하면서도 "군의 선거부정을 막으려 했던 양심선언의 동기 등을 참작했다"며  "파면처분을 취소하라"고 했다. 6공화국에서 있었던 양심선언으로 파면된 사람 가운데 처음으로 파면 취소 판결이었다.[14]